# Tomoki Iwata
Tomoki Iwata (japonsky 岩田 智輝, * 7. dubna 1994) je japonský fotbalista.

## Klubová kariéra
S kariérou začal v japonském klubu Oita Trinita.

## Reprezentační kariéra
S japonskou reprezentací se zúčastnil Copa América 2019. Jeho debut za A-mužstvo Japonska proběhl v zápase proti Uruguayi 20. června. Iwata odehrál za japonský národní tým celkem dvě reprezentační utkání.

## Statistiky
| Japonsko | Japonsko | Japonsko |
| Roky     | Záp.     | Góly     |
| -------- | -------- | -------- |
| 2019     | 2        | 0        |
| Celkem   | 2        | 0        |